# تپه مؤمن‌زمین
تپه مؤمن زمین مربوط به دوران پیش از تاریخ ایران باستان است و در شهرستان نورآباد، روستای حاج اصغر واقع شده و این اثر در تاریخ ۲۳ بهمن ۱۳۸۰ با شمارهٔ ثبت ۴۷۴۶ به‌عنوان یکی از آثار ملی ایران به ثبت رسیده است.